# Tamalaht
Tamalaht (în arabă تاملاحت) este o comună din provincia Tissemsilt, Algeria.
Populația comunei este de 7.645 de locuitori (2008).